# 箭形单极虫
箭形单极虫（学名：Thelohanellus sagittarius）为单极科单极虫属的动物。在中国，分布于湖北、浙江、四川等，营寄生生活，寄生在鳔、肾（鲤、鲩）、鳃、胆囊、肠（鲤）。